# Olga Lewicka
Olga Katarzyna Lewicka (ur. 1975 we Wrocławiu) – polska malarka i nauczycielka akademicka. Zajmuje się także peformensem, tworzeniem instalacji oraz pisaniem książek i tekstów o sztuce. Od 2015 r. uczy na Akademii Sztuki w Szczecinie. Podejmuje tematy m.in. z zagadnienia utopii politycznych, retoryki obrazu i abstrakcji. W swoich pracach odwołuje się także do tematyki z zakresu filozofii, historii sztuki czy problematyki dzieł sztuki.

## Życiorys i twórczość

### Kariera
Urodziła się w 1975 roku we Wrocławiu. Studiowała filologię germańską, filologię polską oraz filozofię na Uniwersytecie Wrocławskim. W latach 1999–2002 jako stypendystka programu Deutsche Forschungsgemeinschaft przebywała we Frankfurcie nad Odrą.
W 2003 roku obroniła doktorat z kulturoznawstwa na temat dekonstrukcji i twórczości Jacksona Pollocka na Uniwersytecie Viadrina we Frankfurcie. W 2004 roku obroniła dyplom z dziedziny malarstwa na Wydziale Malarstwa i Rzeźby na Akademii Sztuk Pięknych we Wrocławiu. Jej promotorem był malarz i wykładowca Andrzej Klimczak – Dobrzaniecki. Swoją pracę dyplomową artystka zatytułowała 2856 (co odnosiło się do numeru jej indeksu na uczelni). W tej instalacji zestawiła czarno-białe portrety Martina Kippenbergera, Rrose Sélavy oraz Sore Lepetty (będącej ukrytym autoportretem autorki) z kilkunastoma obrazami pokrytymi silikonowym pismem. Instalację dopełniała ścieżka dźwiękowa składająca się ze zmiksowanym piosenek Madonny i wykładu filozofa Theodora W. Adorno.
W 2005 artystka otrzymała Grand Prix Konkursu Gepperta za instalację malarską Suede peek-a-boo-toe pump with Swarovski-crystal-encrusted heel (co po polsku znaczy Zamszowy pantofel na obcasie inkrustowanym kryształem Swarovskiego). W 2010 została stypendystką programu Ministra Kultury Młoda Polska, a w 2014 stypendystką niemieckiego programu Stiftung Kunstfonds. Od 2015 r. prowadzi jedną z Pracowni Obrazu znajdujących się na Wydziale Malarstwa i Nowych Mediów Akademii Sztuki w Szczecinie. W 2020 r. uzyskała tytuł doktora habilitowanego w dziedzinie sztuki. 

### Twórczość
Zwróciła uwagę krytyków sztuki serią obrazów-pism, tworzonych za pomocą białego silikonu nakładanego na białe tło. Biały silikon zlewa się z białym tłem, a napisy z wypowiedzi o sztuce czy esejów są możliwe do odczytania dzięki rzucanemu światłocieniowi. W swojej sztuce wyraźnie sprzeciwia się rozdziałowi zagadnień i problemów malarskich od problemów konceptualnych i politycznych. Używa abstrakcyjnych form do opisywania zglobalizowanego społeczeństwa, władzy czy ciemnych wizji przyszłości.

## Wybrane wystawy
Indywidualne:
- Nic za darmo, Klub pod Kalamburem, Wrocław (1998)
- Moje obrazy same się bronią, Akademia Sztuk Pięknych, Wrocław (1999)
- Sztuka importowana, Festiwal Sztuki „Space”, Poznań (2002)
- Les connaisseurs, Galeria Entropia, Wrocław (2003)
- 2856, Muzeum Narodowe, Wrocław (2004)
- Showdown, Galeria Okna w CSW Zamek Ujazdowski, Warszawa (2005-2006)
- Wielkoformatowa Abstrakcja Przeciwko Teorii i Polityce, Galeria Entropia, Wrocław (2006)
- Chmuralność, Gdańska Galeria Miejska, Gdańsk (2018)[8]

Zbiorowe:
- AfterAids, Galeria Entropia, Wrocław (2003)
- Star w ramach wystawy gegenwartig:SELBST,INSZENIERT, Hamburger Kunsthalle, Hamburg (2004)
- Force & Grace, w ramach wystawy Spojrzenia,  Galeria Zachęta, Warszawa (2007)
- Kreatywne Stany Chorobowe, Galeria Miejska Arsenał, Poznań (2019)[9]

## Publikacje
Książki:
- Panorama. Materials for Mapping a Prospective All-Embracing Structure (2011)
- Cloudility (2016)